# Colonie perdue
Colonie perdue est le cinquième tome de la série littéraire Artemis Fowl, écrite par Eoin Colfer.

## Résumé
À Barcelone, Artemis Fowl et Butler assistent à l'apparition d'un démon. Celui-ci accompagne Artemis dans un bref voyage à travers le temps, mais Butler ramène son employeur au présent, grâce à un bijou en argent qu'il porte. Dans le monde des fées, Holly Short et Mulch Diggums poursuivent tant bien que mal leur carrière de détectives privés en attrapant un trafiquant de poissons, le félutin Doudadais. Ils sont contactés par la Section Huit, une division secrète des FAR rattachée à l'étude de la huitième famille du Peuple. Ils apprennent qu'Artemis Fowl compte intercepter le prochain élément qui se matérialisera sur Terre. Mais une autre personne possède les mêmes ambitions...
L'île des démons, Hybras, a été expédiée dix mille ans plus tôt dans les limbes par un groupe de démons sorciers. Cependant, le sortilège s'estompe et Hybras et ses occupants risquent de disparaître. À Hybras, N°1 est un diablotin qui ne parvient pas à se distordre, c'est-à-dire se transformer en démon adulte. Le chef de la horde, Léon Abbot, l'envoie vers le volcan de l'île, où il sera expédié hors d'Hybras. N°1 se matérialise dans un théâtre sicilien, où Artemis et Holly se sont rejoints et l'attendent.
Cependant, le démon est enlevé par une autre équipe d'humains, comportant une jeune fille qu'Artemis et Butler avaient déjà repérée à Barcelone. Elle s'appelle Minerva Paradizo, douze ans, française. Pour récupérer le diablotin, il leur faut pénétrer dans le château Paradizo, bien gardé. Holly demande alors à Mulch de récupérer Doudadais et de le ramener en surface. Contre une amnistie, Doudadais infiltre le château et permet à Foaly, qui apporte l'aide technique habituelle, de prendre le contrôle du système de sécurité.
Foaly simule alors l'invasion du château, par les forces armées françaises. Ses occupants l'évacuent et Holly est chargée à ce moment de récupérer le démon. Elle se fait toutefois capturer et Artemis demande à Butler de ne pas intervenir. En réalité, Holly s'est laissé capturer. À l'intérieur du château, Foaly téléguide le casque de Holly et détruit les données de Minerva concernant les démons. Au même moment, Holly se retrouve seul avec Billy Kong, agent de sécurité de Minerva. Celui-ci a un compte a régler : il est persuadé que son frère avait été assassiné par des démons a Malibu, alors qu'il était enfant, et que Holly est l'un d'entre eux.
Holly apprend qu'Abbot est apparu deux ans plus tôt sur Terre et a fourni de nombreuses informations à Minerva au sujet des démons, avant de retourner dans les limbes. Holly réussit à assommer Billy Kong et va libérer le diablotin. Celui-ci la suit, apeuré, et ils parviennent finalement à sortir du château en y provoquant des dommages. Alors qu'Artemis, Bulter et Holly pensent l'opération terminée, il découvrent que Billy Kong a pris le contrôle du château et qu'il a pris Minerva en otage. Artemis le contacte alors pour un échange : N°1 contre Minerva, dans la tour Taipei 101, à Taïwan.
N°1 apprend à l'équipe qu'il est un sorcier : contrairement aux autres démons, les sorciers ne se distordent pas. L'échange a lieu au 89e étage, près de la sphère de stabilisation de la tour. Au moment où N°1 arrive entre les mains de Kong, il lâche le projectile en argent ayant servi à le retenir dans cette dimension. Il disparaît, puis Holly le rattrape lorsqu'il réapparaît au-dessus de la sphère couverte d'argent.
L'équipe se dirige ensuite vers le 40e étage. Artemis a fait croire à Kong que c'est lui qui avait fixé le lieu du rendez-vous : à cet étage se trouvent des statues portant les mêmes marques que celles du corps de N°1. Ces statues sont en réalité les démons sorciers du sortilège, pétrifiés. N°1 ramène l'aîné des sorciers, Qwan, à la vie. Celui-ci explique qu'un démon a brisé le cercle du sortilège, le rendant incomplet et fragile : il est le seul sorcier survivant.
Sur ces entrefaites, Kong revient en force, avec une bombe. Pris par le temps, Holly tente d'emporter Artemis, N°1, Qwan et la bombe par la voie des airs. Seulement, balayés par le vent, ils chutent. Artemis arrache alors le bracelet d'argent de N°1 et les catapulte ainsi vers Hybras. Ils atterrissent sur le volcan et parvenu à sa crête, ils découvrent que la horde des démons les attend, Abbot en tête. Alors que Qwan reconnaît en Abbot le démon qui a fait échouer le sortilège, l'équipe tente de déstabiliser le chef de la horde, qui donne rapidement l'ordre d'attaquer. Artemis et ses compagnons doivent se replier vers le volcan.
Tout en repoussant les assauts, ils doivent recréer un nouveau sortilège qui ramènera Hybras sur Terre sans dommages. Abbot parvient à s'avancer et à tuer Holly, puis Qwan et N°1. Lorsque le démon s'approche d'Artemis, l'adolescent tire vers la position antérieure d'Abbot. Les perturbations du flux temporel dues à la détérioration du sortilège ramènent le tir dans le passé, juste avant que l'épée d'Abbot s'abatte sur Holly. Le cours de l'histoire a changé, Holly et les deux démons se retrouvent sains et saufs.
Le groupe force Abbot à se joindre au nouveau cercle magique, et réveille Qweffor, l'apprenti de Qwan : il a « fusionné » avec Abbot lors du premier sortilège, ce qui explique les facultés magiques d'Abbot. L'île est finalement expédiée sur Terre, où les FAR semblent curieusement les attendre. Foaly les informe que trois ans ont passé depuis leur départ et Artemis et Holly se rendent compte qu'ils ont échangé chacun un œil avec celui de l'autre dans le tunnel temporel (ils ont donc tous les deux un œil noisette et l'autre bleu). Artemis retrouve Butler, qui attendait avec espoir son retour : il lui apprend que ses parents le croient disparu, qu'il a gardé le contact avec Minerva et qu'il est le grand frère de jumeaux...

## Éditions
- Traduction : Jean-François Ménard.
- Première édition française :
  - Éditions Gallimard Jeunesse, collection Hors série Littérature, le 16 mai 2007, format Broché, 430 pages  (ISBN 978-2-07-061049-5).
- Édition poche :
  - Éditions Gallimard, collection Folio Junior, le 30 octobre 2008, 481 pages  (ISBN 978-2070619726).